# ليرما (برغش)
بلدية ليرما (بالإسبانية: Lerma)‏، هي إحدى بلديات مقاطعة برغش، التي تقع في منطقة قشتالة وليون، والتي تقع في شمال غرب إسبانيا.
يبلغ عدد سكانها 2.558 نسمة وفقاً لإحصائية سنة (2002).

## معرض صور

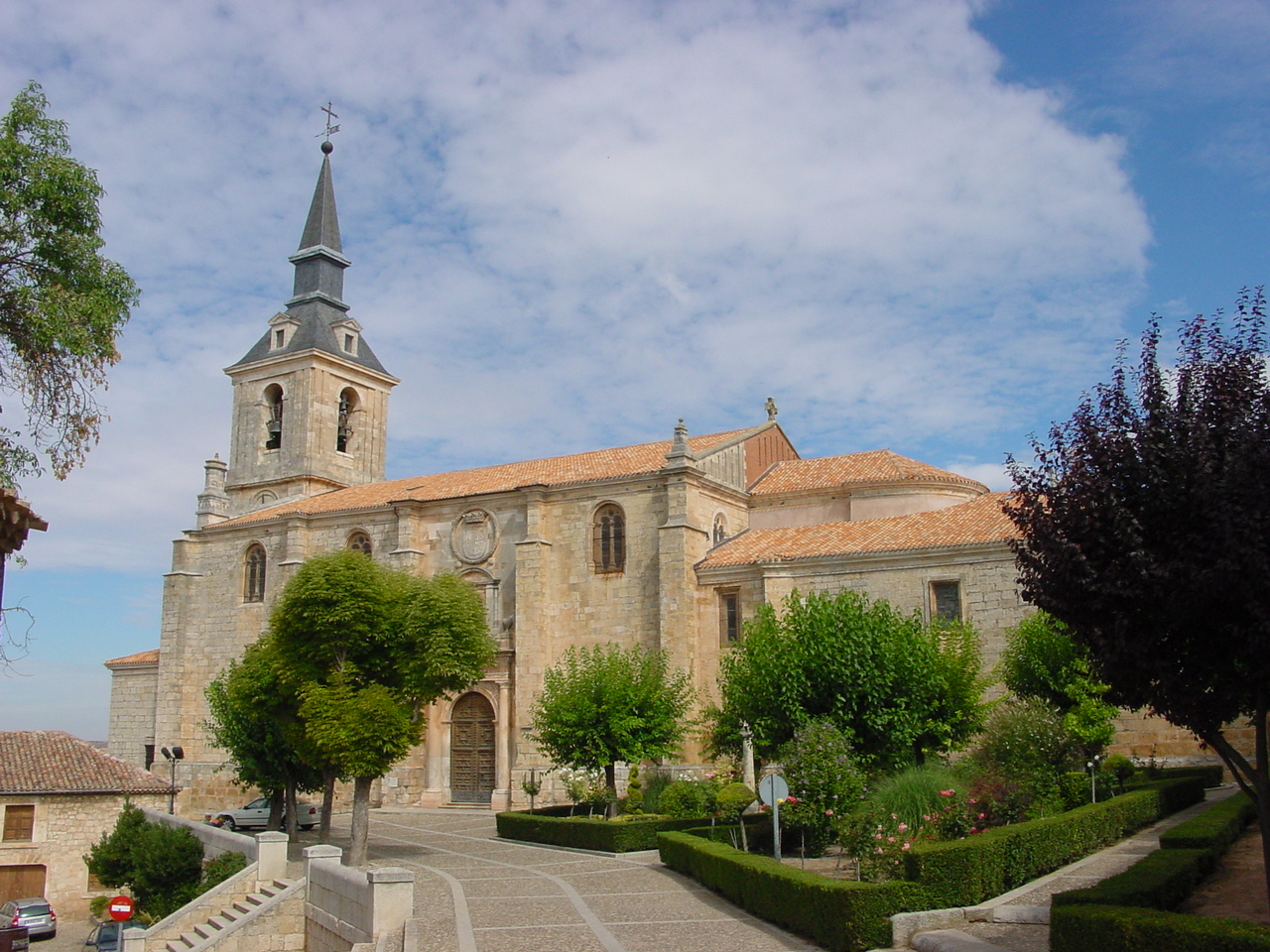
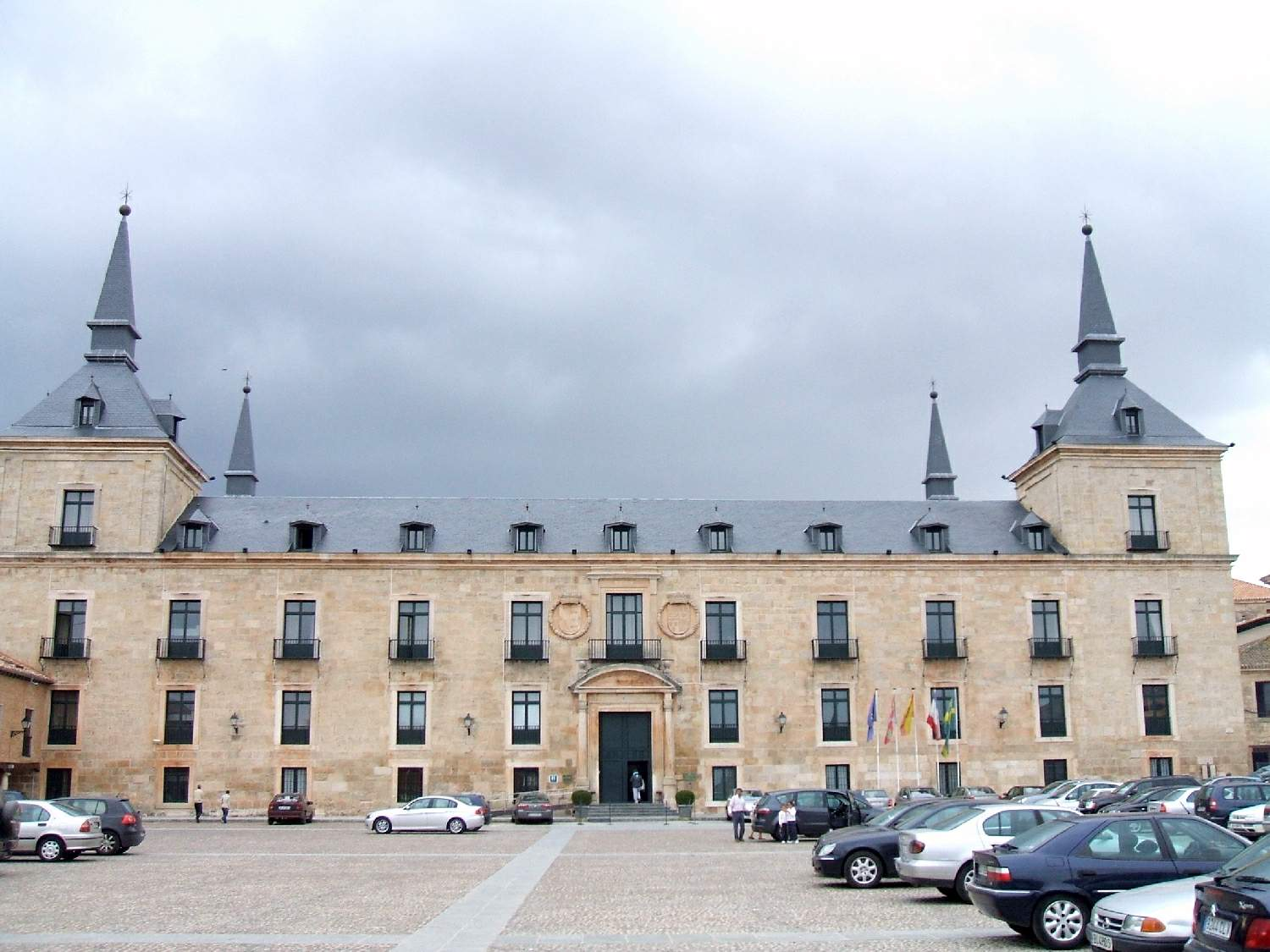
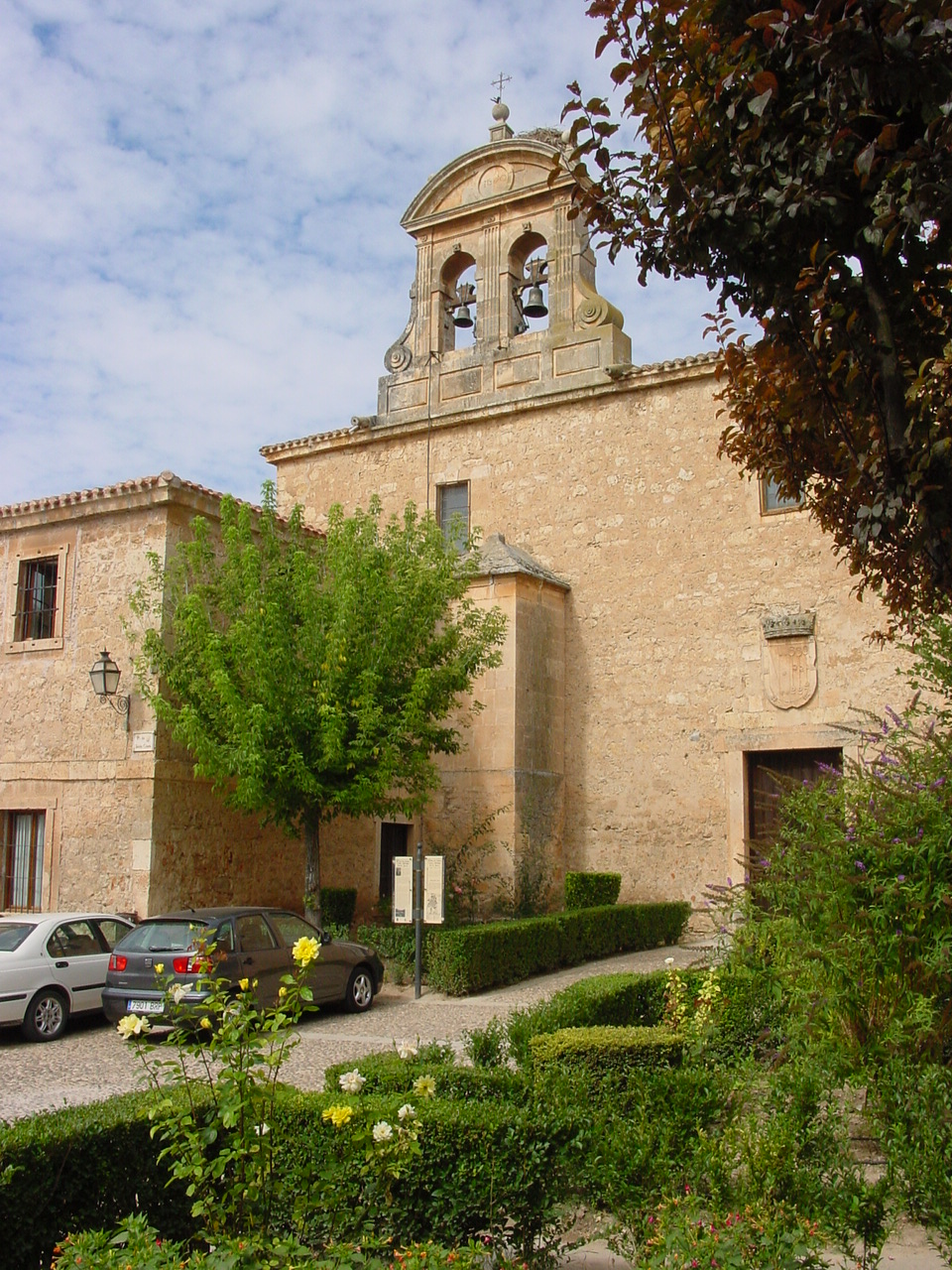